# Guram Tushishvili
Guram Tushishvili (Tbilisi, 5 de fevereiro de 1995) é um judoca georgiano, medalhista olímpico.

## Carreira
Tushishvili esteve nos Jogos Olímpicos de Verão de 2020 em Tóquio, onde participou do confronto de peso pesado, conquistando a medalha de prata após disputa contra o tcheco Lukáš Krpálek.